# Ilir Gjoni
Ilir Gjoni (ur. 20 kwietnia 1962 w Tiranie) – albański polityk, dyplomata i tłumacz, minister obrony w roku 2000, minister spraw wewnętrznych 2000–2002.

## Życiorys
Syn sekretarza Komitetu Centralnego APP Xhelila Gjoniego. W 1984 ukończył studia anglistyczne na wydziale języków obcych Uniwersytetu Tirańskiego. W latach 1985–1986 odbywał kurs z zakresu dyplomacji w ministerstwie spraw zagranicznych, a następnie był pracownikiem ministerstwa. W latach 1995–1996 pracował jako tłumacz w czasopiśmie „Albania”, a następnie w czasopiśmie „Koha Jone”. W latach 1999–2000 pełnił funkcję dyrektora gabinetu premiera, by w lipcu 2000 objąć funkcję ministra obrony w gabinecie Ilira Mety. W latach 2000–2002 kierował resortem spraw wewnętrznych. Po odejściu z ministerstwa nadal zasiadał w parlamencie jako deputowany Socjalistycznej Partii Albanii. Od 2005 zajmował się kwestią współpracy zagranicznej w kierownictwie partii. W wyborach 2009 ponownie uzyskał mandat, a w 2010 objął stanowisko wiceprzewodniczącego albańskiego parlamentu.
W 2014 zastąpił Mehmeta Eleziego na stanowisku ambasadora Albanii w Szwajcarii, od września 2023 sprawuje urząd ambasadora Albanii przy NATO. Jest żonaty, ma dwoje dzieci.